# Mel in ore, fel in corde
Mel in ore, fel in corde лат.( изговор: мел ин оре фел ин корде) "Мед у устима, жуч у срцу" .

## Поријекло изреке
Ова изрека је рођена у средњем вијеку, по неким ауторима дио је једне шире латинске изреке (лат. Mel in ore, verba lactis, fel in corde, изговор: Мел ин оре, верба лактис, фел ин корде) која значи „мед у устима, ријечи млијеко, жуч у срцу” – најављује превару у дјелу- меди мачем.

## У српском језику
У српском језику се каже: „У устима мед, у срцу јед”, или „воли да меди”.

## Значење
Изрека се односи на оне који смишљају неко зло. Они га прикривају умилним говором, али зло углавном спроведу у дјело.